# Codominantie (ecologie)

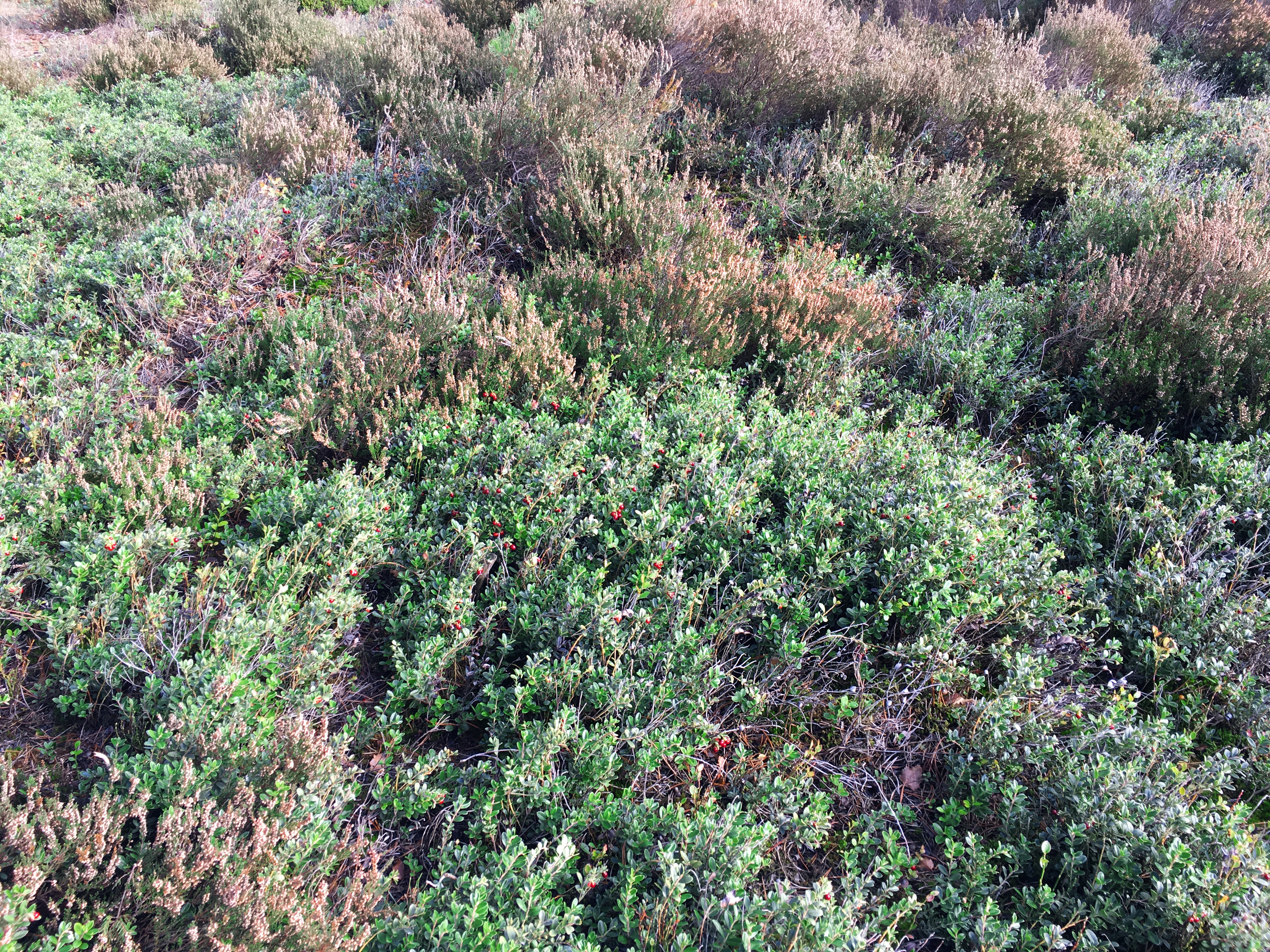
Codominantie van struikhei en rode bosbes als codominanten in de associatie van struikhei en bosbes.

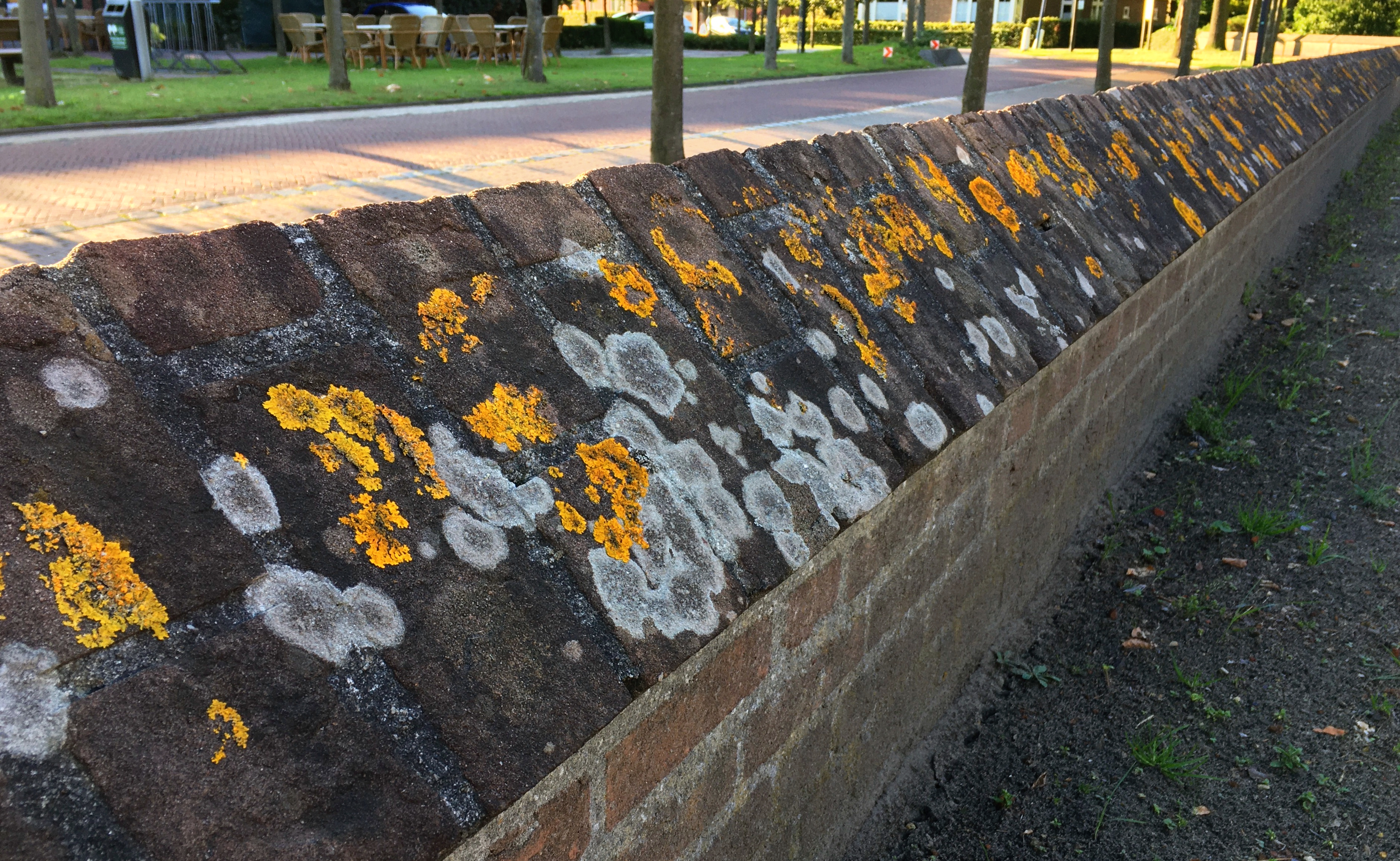
Codominantie van oranje dooiermos en kastanjebruine schotelkorst in muurvegetatie van de associatie van oranje dooiermos op een ezelsrug. Beide codominanten bepalen in hoge mate het aspect van deze associatie.

Met codominatie bedoelt men in de ecologie dat er sprake is van twee soorten die dominant optreden in een bepaald ecosysteem of levensgemeenschap. Soorten die codominant optreden worden in de desbetreffende gemeenschap de codominanten genoemd.

## Fotogalerij

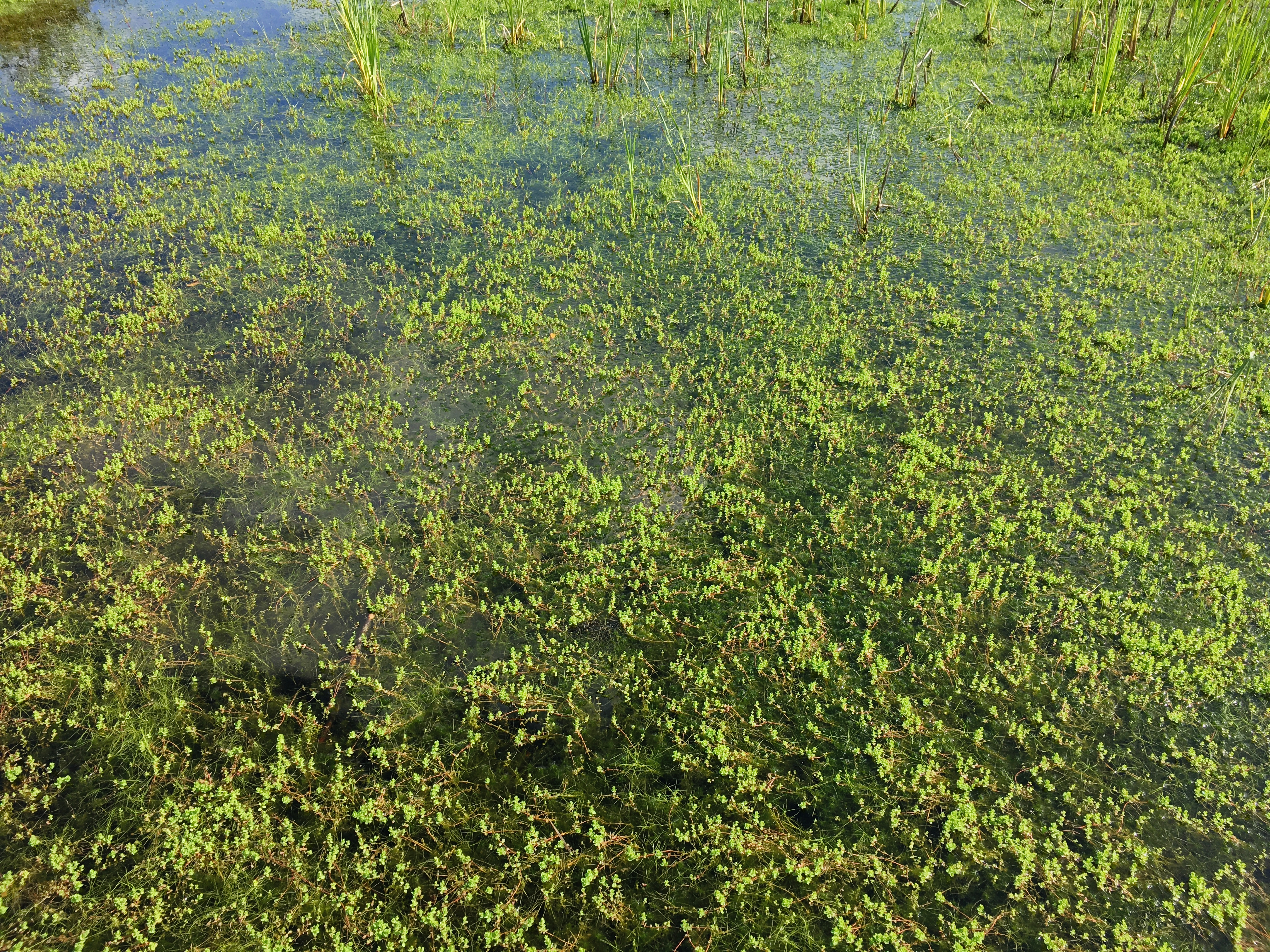
Codominantie van vlottende bies en moerashertshooi in de associatie van vlottende bies
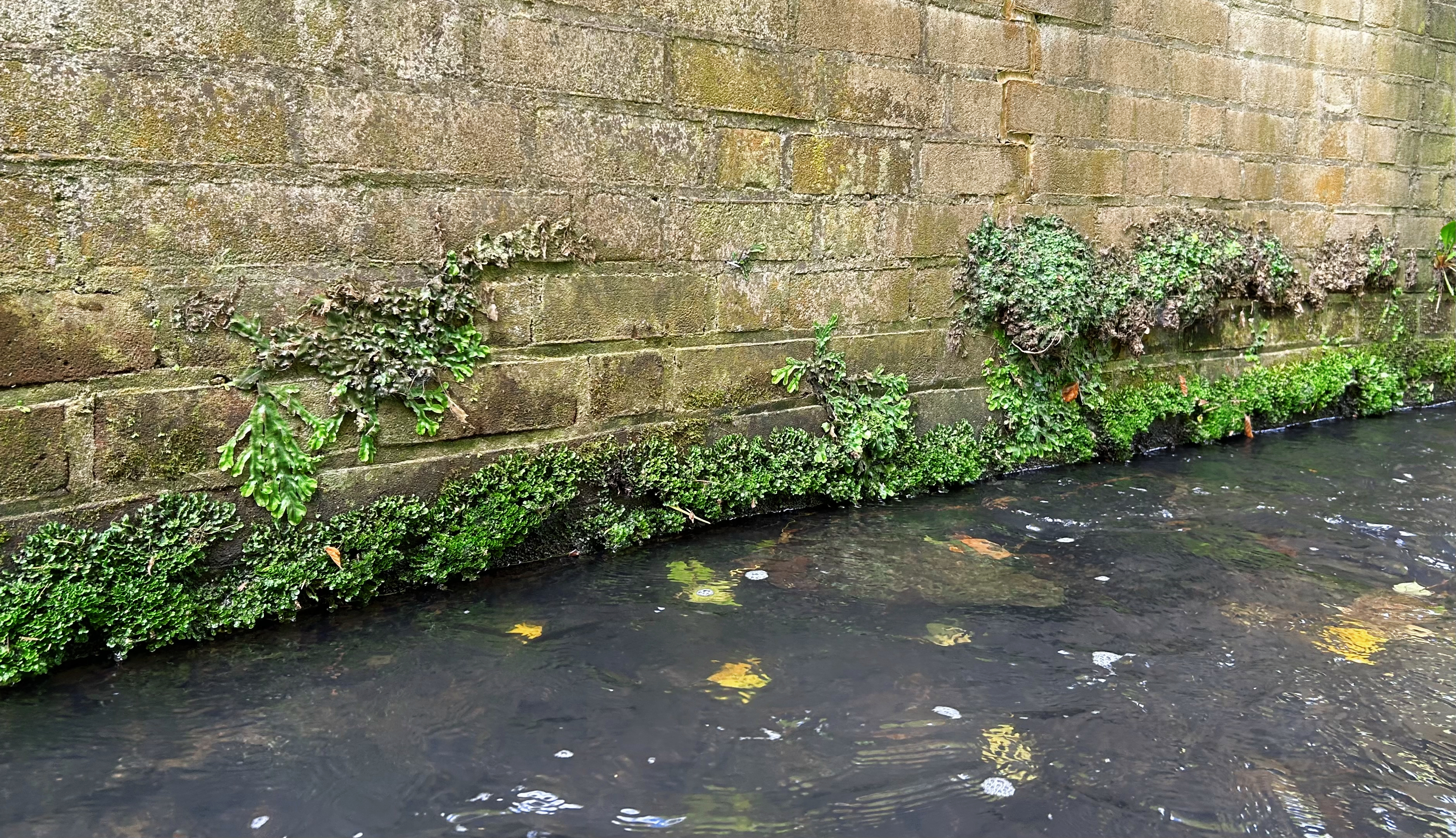
Codominantie van kegelmos en gekroesd plakkaatmos in de kegelmos-associatie